# Eupodidae
Famille
Les Eupodidae sont une famille d'acariens.

## Liste des genres
- Aethosolenia Baker & Lindquist, 2002
- Benoinyssus Fain, 1958
- Claveupodes Strandtmann & Prasse, 1976
- Cocceupodes Thor, 1934
- Eupodes Koch, 1835 synonyme Egypteupodes Abou-Awad, 1984
- Hawaiieupodes Strandtmann & Goff, 1978
- Linopodes Koch, 1835
- Neoprotereunetes Fain & Camerik, 1994
- Niveupodes Barilo, 1991
- †Palaeotydeus Dubinin, 1962
- †Protacarus Hirst, 1923
- †Pseudoprotacarus Dubinin, 1962

## Référence
- Koch, 1842 : Die Arachniden Neunter Band. Nürnberg, p. 1–108.